# Michel v. Tell
Michel v. Tell (Zurique, 8 de outubro de 1980) é um motociclista suíço e comediantes.

## Carreira
Michel jogou basebol profissionalmente depois da Escola na Swiss NLB, que é a segunda principal liga de Basebol da Suíça.
O seu interesse no Mercado da Bolsa surgiu cedo no tempo de Escola, onde começou a investir e a trabalhar no sector.
Mais tarde, estudou Economia em Harvard e no Instituto de Finanças de Nova Iorque (NYIF).
Participou na Fraternity Rwanda Rally 2000, terminando em 6ºlugar.
Em 2012, vendeu a maioria das suas empresas e começou a trabalhar em comunicação social, dirigiu um programa e um canal de podcast nas plataformas sociais.
Michel trabalhou com pessoas como Scholl-Latour e seu amigo, o comediante Sieber. (o seu programa e podcasts foram vistos por mais de 10 milhões de pessoas. Michel vive entre os Estados Unidos(USA), Israel e a Suíça. Exerce as funções de Consultor de Estratégia no Parlamento da Republica Federal da Alemanha (Bundestag).
Michel participou em alguns torneios de poker privados. De acordo com a “All Time Money List” Suiça ele está entre os 100 jogadores com mais sucesso do país.

## Recorde mundial
Em Março de 2020, Michel quebrou um record Mundial conduzindo 1723Km em 24h na nova Harley-Davidson elétrica. O anterior record de 1134Km (705 Milhas) foi alcançado por German Remo Klaviter em 2018. Michel von Tell viajou por 4 países, Áustria, Liechtenstein, Suíça e Alemanha. Este record foi muito mediático na comunicação social internacional.